# Wieck a. Darß
Wieck a. Darß este o comună din landul Mecklenburg - Pomerania Inferioară, Germania. Numele înseamnă Wieck auf Darß, Wieck de pe Darß, unde Darß este partea mijlocie a peninsulei Fischland-Darß-Zingst. În mod colocvial comuna e numită Wieck.
1. ↑  Alle politisch selbständigen Gemeinden mit ausgewählten Merkmalen am 31.12.2018 (4. Quartal) (în germană), Statistisches Bundesamt[*], arhivat din original la 10 martie 2019, accesat în 10 martie 2019